# Филип III фон Ханау-Лихтенберг
Филип III фон Ханау-Лихтенберг (на немски: Philipp III von Hanau-Lichtenberg) е третият граф на Ханау-Лихтенберг от 1504 до 1538 г.

## Биография
Роден е на 18 октомври 1482 година. Той е най-възрастният син на граф Филип II (1462 – 1504) и съпругата му Анна фон Изенбург (1460 – 1522), дъщеря на граф Лудвиг II фон Изенбург-Бюдинген и графиня Мария фон Насау-Висбаден-Идщайн.
Филип III следва и завършва в университет. Участва в Ландсхутската наследствена война (1503 – 1505) на страната на Курпфалц против Бавария и е осъден от римско-немския крал, по-късния император Максимилиан I.
По времето на управлението му състои селската война (1524 – 1525). Той става императорски съветник на император Карл V, на ерцхерцог Фердинанд, на курфюрста на Пфалц и херцога на Вюртемберг. През 1528 г. той основава болница в Бухсвайлер (днес Буксвилер, Франция).
Филип III се разболява и предава управлението на своя последник, Филип IV. Той умира на 15 май 1538 г. в Бухсвайлер и е погребан в градската църква Св. Николаус в Бабенхаузен.

## Фамилия
Филип III се жени на 24 януари 1505 г. в Баден за Сибила фон Баден, (* 1485, † 1518), дъщеря на маркграф Христоф I фон Баден и Отилия фон Катценелнбоген. Тя донася 5000 флоринти в брака. Те имат децата:
1. Йохана (1507 – 1572), омъжена на 6 ноември 1522 за Вилхелм IV фон Еберщайн (1497 – 1562)
2. Христофора (1509 – 1582), от ноември 1526 монахиня и по-късно абатеса на манастир Мариенборн, светска след закриването на манастира 1559.
3. Амалия (1512 – 1578), от ноември 1526 монахиня в манастир Мариенборн, светска след закриването на манастира 1559.
4. Фелицитас (1513 – 1513)
5. Филип IV (1514 – 1590)
6. Фелицитас (1516–сл. 1559), от ноември 1526 монахиня в манастир Мариенборн